# سامسونج جالكسي نوت 7
سامسونج جالكسي نوت 7 هو هاتف يعمل بنظام أندرويد تم انتاجه من قبل شركة سامسونج كشف عنه النقاب يوم 2 اغسطس 2016
وطرح في الأسواق يوم 19 أغسطس 2016  جالكسي نوت 7 جاء بتحسينات عن النموذج السابق سامسونج جالكسي إس 7 من خلال تحسين أداء الجهاز وهو مقاوم للماء والغبار ويأتي بشاشة منحنية من الجانبين مع وجود القلم الذكي الذي يميز أجهزة النوت عن غيرها ويعمل الجهاز بذاكرة 64GB ورام 4GB  تم استدعاء 2.5 مليون جهاز من الاسواق العالمية من قبل شركة سامسونج لوجود خلل في البطارية يؤدي إلى انفجارها خسرت شركة سامسونج مايقارب 1 بليون دولار جراء سحبه من الأسواق ويتوقع ان تصل إلى أكثر من ذلك  وعدت شركة سامسونج بتعويض المتضررين واستبدال مجاني لجميع الاجهزة بأخرى جديدة ومعدلة  في 11 أكتوبر قامت سامسونج بوقف إنتاج وبيع هاتف جالكسي نوت 7 إلى حين كشف الخلل وإصلاحه، وقامت باستدعاء جميع الأجهزة المعدلة في العالم لوجود نفس المشكلة السابقة.